# Victor Muffat-Jeandet
Victor Muffat-Jeandet, né le 5 mars 1989 à Aix-les-Bains, est un skieur alpin français. Il est spécialiste des disciplines techniques. De 2000 à 2015, il est formé au ski club de Bonneval-sur-Arc. Il fait actuellement partie du club des sports de Val d'Isère. Il participe à sa première épreuve de coupe du monde le 28 février 2009 à l'occasion du slalom géant de Kranjska Gora et remporte la première victoire de sa carrière dans le combiné alpin de Wengen le 12 janvier 2018. Il est médaillé de bronze en combiné alpin aux JO de Pyeongchang 2018.

## Biographie
Victor Muffat-Jeandet naît le 5 mars 1989 à Aix-les-Bains. Licencié à Bonneval-sur-Arc jusqu'en 2015, il fait désormais partie du ski-club de Val-d'Isère. Il participe à sa première course FIS le 9 décembre 2004, lors d'un slalom à la Plagne, qu'il termine à la 39e position. Il obtient sa première victoire en FIS race lors d'un slalom spécial organisé à Méribel le 29 décembre 2008. Il participe à sa première épreuve de coupe du monde le 28 février 2009 à l'occasion du slalom géant de Kranjska Gora, où il ne sera pas qualifié pour la seconde manche. Lors des Championnats du monde juniors de ski alpin 2009 à Garmisch-Partenkirchen, il se classe 4e aux épreuves de slalom et slalom géant. Il remporte sa première coupe d'Europe le 22 décembre 2011 à Madonna di Campiglio en slalom spécial.
C'est le 9 décembre 2012 qu'il se qualifie pour la première fois pour la seconde manche d'une épreuve de Coupe du monde, lors du slalom géant de Val d'Isère (29e). Dans une période où le groupe technique tricolore est à son meilleur niveau depuis de nombreuses années (Mathieu Faivre, Thomas Fanara, Jean-Baptiste Grange, Julien Lizeroux, Steve Missillier qui apparaissent de plus en plus fréquemment dans les top 15), Victor parvient à se frayer une place d'outsider parmi l'équipe et améliore ses résultats, jusqu'à obtenir son premier top 10 lors du slalom géant de Saint-Moritz le 2 février 2014 (7e).
Le 26 octobre 2014, il commence la saison par une 5e place lors du slalom géant d'ouverture disputé à Sölden. Il réitère la performance à Beaver Creek le 7 décembre. Le 16 janvier 2015, il signe son premier podium en Coupe du monde lors du super combiné de Wengen où il prend la deuxième place derrière Carlo Janka grâce au meilleur temps en slalom après une 28e place en descente. La semaine suivante à Kitzbühel, sur une piste de vitesse bien plus exigeante (il a lui-même rappelé qu'il ne s'est pas préparé à cette discipline l'été précédent), il obtient la 5e place (toujours le meilleur temps en slalom, devant Marcel Hirscher et son public), et valide sans problème son billet pour les Mondiaux de Vail - Beaver Creek dans les disciplines du super combiné, du slalom géant (où il prend la 7e place) et du slalom.
L'année 2015/2016 marque un véritable changement dans la reconnaissance du grand public envers Victor. Il s'élance pour la première fois parmi les sept premiers dossards lors du géant d'ouverture de Sölden (10e place). Par ailleurs son fan club officiel voit le jour. Le 6 décembre 2015, il signe son second podium en Coupe du monde, lors du géant de Beaver Creek, qu'il termine à la seconde place, derrière Marcel Hirscher, puis enchaine, le même mois, par deux autres podiums (3e) à Val-d'Isère puis à Alta Badia, s'affirmant ainsi comme le meilleur tricolore sur l'épreuve du Géant en ce début de saison 2015-2016, devant les spécialistes Alexis Pinturault ou Thomas Fanara. Le 22 janvier 2016 à Kitzbühel, il prend la 2e place du combiné alpin aux côtés d'Alexis Pinturault vainqueur et de Thomas Mermillod Blondin 3e, formant un triplé historique pour l'équipe de France de ski alpin. Ces performances annuelles lui vaudront la 12e place au classement général avec 709 points (sa meilleure performance), dont 405 points obtenus grâce au slalom géant (5ème place au classement de la spécialité).
Malgré une préparation physique estivale complète mais ponctuée de problèmes personnels, ses performances en  2016-2017 ont manqué de régularité et de constance par rapport à l'année précédente, avec 3 top 10 arrachés sur l'année (5e au slalom géant de Val d'Isère, 5e au combiné de Santa Catarina et 7e au géant d'Adelboden), des Mondiaux de Saint-Moritz à contre-pied et beaucoup de problèmes de matériel durant la saison. Il obtient toutefois le second top 10 de sa carrière en slalom (9e ) lors du dernier slalom de la saison à Kranjska Gora (cette performance ne lui permettra pas de se qualifier pour les finales d'Aspen dans la discipline, le français terminant 27e du général).

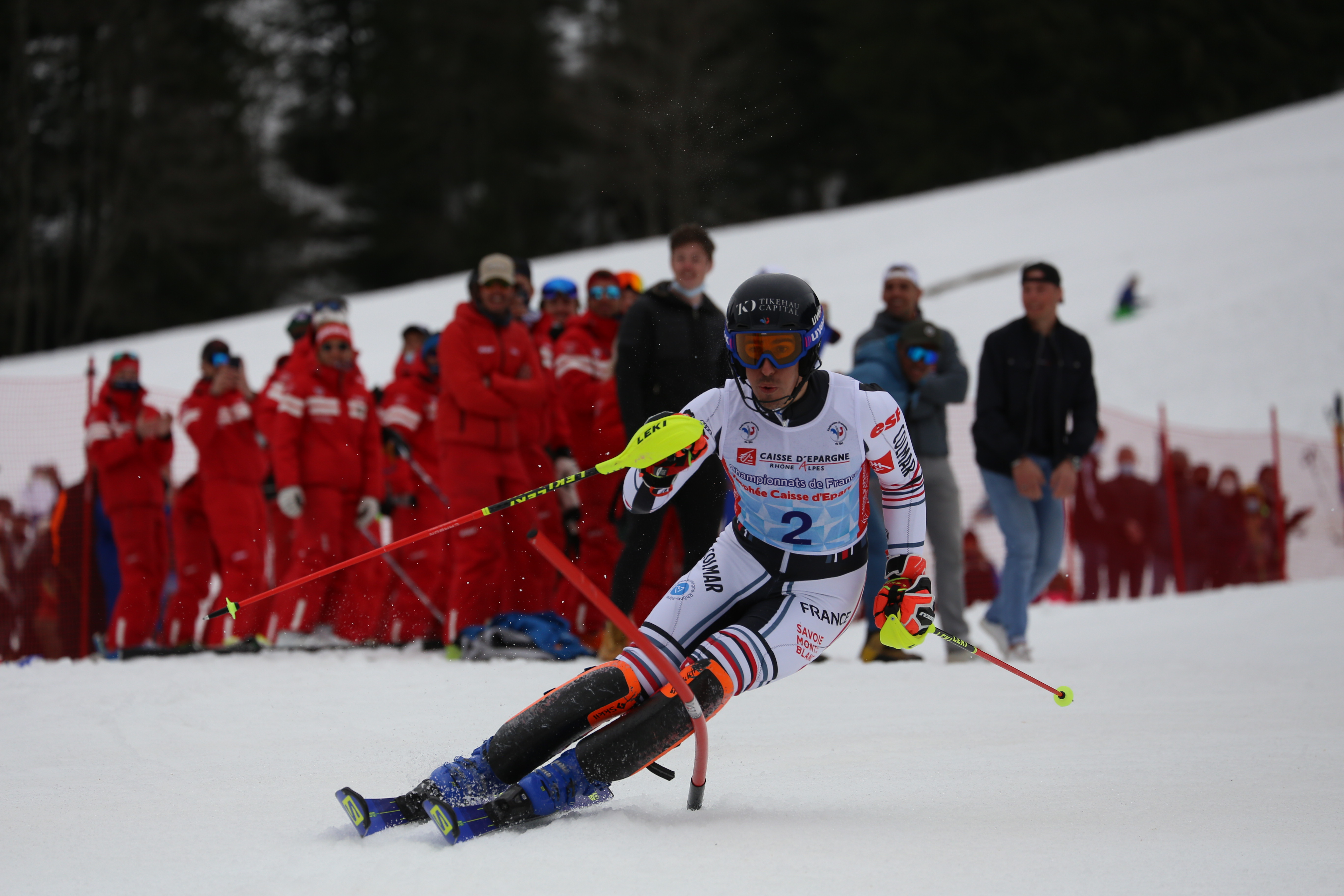
Champion de France de Slalom 2021

Lors de la saison 2017-2018, le 12 janvier, après avoir pris la 27e place de la descente du combiné alpin de Wengen,  Victor Muffat Jeandet réalise le meilleur temps du slalom et remporte la première victoire de sa carrière en Coupe du monde, devant Pavel Trikhichev à 96 centièmes de seconde, et Peter Fill à une seconde et quinze centièmes. La semaine suivante, sur la piste Ganslern de Kitzbühel, il signe sa meilleure performance mondiale en slalom en arrachant la 4e place à moins de trois semaines des Jeux olympiques d'hiver de Pyeongchang.
Le 13 février 2018, lors des Jeux olympiques d'hiver de Pyeongchang, il finit à la troisième place du combiné derrière Marcel Hirscher et Alexis Pinturault.
Il termine la saison de slalom géant par une très belle troisième place à Are, derrière les favoris Marcel Hirscher et Henrik Kristoffersen.
Le 27 mars 2021 à 32 ans, il remporte le titre de champion de France de slalom en 1 min 42 s 35. Il devance Clément Noël (à 0 s 32) et Léo Anguenot (à 2 s 00). Le lendemain, il remporte également le titre du géant.
Le 6 janvier 2022, sur un terrain particulièrement dégradé à Zagreb (le slalom sera annulé après le passage de 19 coureurs), il s'élance avec le dossard n°12 et dans le parcours, son ski se bloque, il chute et se fracture le péroné de la jambe droite. Sa saison est ainsi terminée et il ne peut disputer les Jeux olympiques de Pékin. Il est opéré le 11 janvier et doit rester plâtré durant six semaines.

## Palmarès

### Jeux olympiques
| Édition / Épreuve   | Super G | Slalom géant | Slalom | Combiné alpin |
| ------------------- | ------- | ------------ | ------ | ------------- |
| JO 2018 Pyeongchang | -       | 6e           | 6e     | Bronze        |

### Championnats du monde
| Épreuve / Édition                 | Slalom géant | Slalom  | Combiné |
| Mondiaux 2013 Schladming          | —            | 26e     | —       |
| Mondiaux 2015 Vail - Beaver Creek | 7e           | Abandon | Abandon |
| Mondiaux 2017 Saint-Moritz        | 13e          | 17e     | 20e     |
| Mondiaux 2019 Åre                 | 14e          | 16e     | 6e      |
| Mondiaux 2021 Cortina d'Ampezzo   | 13e          | Abandon | 6e      |

### Coupe du monde
- Meilleur classement général : 12e en 2015 et 2016.
- 3e du classement de super combiné en 2015 et 2018.
- 11 podiums, dont 1 victoire.

#### Détail de la victoire
| Édition / Épreuve | Combiné |
| 2018              | Wengen  |

#### Classements par saison
| Saison / Classement | Général | Général | Descente | Descente | Slalom | Slalom | Slalom géant | Slalom géant | Super G | Super G | Combiné | Combiné |
| ------------------- | ------- | ------- | -------- | -------- | ------ | ------ | ------------ | ------------ | ------- | ------- | ------- | ------- |
| Saison / Classement | Class.  | Points  | Class.   | Points   | Class. | Points | Class.       | Points       | Class.  | Points  | Class.  | Points  |
| 2013                | 67e     | 93      | -        | -        | 40e    | 28     | 29e          | 52           | -       | -       | 22e     | 13      |
| 2014                | 55e     | 124     | -        | -        | 49e    | 5      | 20e          | 119          | -       | -       | -       | -       |
| 2015                | 12e     | 551     | -        | -        | 14e    | 165    | 7e           | 261          | -       | -       | 3e      | 125     |
| 2016                | 12e     | 709     | -        | -        | 18e    | 162    | 5e           | 405          | 48e     | 12      | 5e      | 130     |
| 2017                | 27e     | 322     | -        | -        | 27e    | 88     | 12e          | 169          | 48e     | 7       | 9e      | 58      |
| 2018                | 14e     | 458     | -        | -        | 15e    | 186    | 10e          | 167          | -       | -       | 3e      | 105     |
| 2019                | 18e     | 481     | -        | -        | 15e    | 194    | 12e          | 194          | 44e     | 13      | 5e      | 80      |
| 2020                | 15e     | 465     | -        | -        | 15e    | 143    | 10e          | 191          | 58e     | 1       | 6e      | 124     |
| 2021                | 17e     | 372     | -        | -        | 10e    | 310    | 27e          | 62           | -       | -       | -       | -       |

De 2013 à 2015, la Fédération internationale de ski décide de ne pas attribuer de globe concernant le classement du combiné.

#### Performances générales en Coupe du monde
| Résultat  | Descente | Super G | Slalom géant | Slalom géant parallèle | Combiné | Slalom | City event | Total |
| --------- | -------- | ------- | ------------ | ---------------------- | ------- | ------ | ---------- | ----- |
| 1re place | -        | -       | -            | -                      | 1       | -      | -          | 1     |
| 2e place  | -        | -       | 1            | -                      | 3       | -      | -          | 4     |
| 3e place  | -        | -       | 4            | -                      | 1       | -      | -          | 5     |
| Top 10    | -        | -       | 19           | 1                      | 3       | 10     | 1          | 34    |
| Top 30    | -        | 3       | 30           | 3                      | 4       | 41     | 2          | 83    |
| Autres    | -        | 4       | 8            | -                      | 2       | 38     | -          | 52    |
| Départs   | -        | 7       | 63           | 4                      | 14      | 89     | 3          | 180   |

mis à jour le 2 février 2020.

### Coupe d'Europe
- 2e du classement général en 2013 et 2014.
- Vainqueur du classement du combiné en 2013.
- Vainqueur du classement du slalom en 2012.
- 5 victoires :
  - Madonna di Campiglio (Slalom) (2011)
  - Sarntal (Super combiné) (2013)
  - Monte Pora (Slalom géant) (2013)
  - Borovets (Slalom géant) (2014)
  - Soldeu (Slalom) (2014)
- 12 podiums au total.

### Championnats du monde junior
- Garmisch-Partenkirchen 2009 :
  - 4e du slalom spécial.
  - 4e du slalom géant.

### Championnats de France
- Champion de France de slalom en 2014, 2018 et 2021.
- Champion de France du combiné en 2017 et 2021.
- Champion de France de slalom géant en 2018 et 2021.
- Vice-champion de France de slalom géant en 2016 et 3ème en 2017.
- Vice-champion de France de slalom en 2017 et 3ème en 2011.

## Distinctions
- Chevalier de l'ordre national du Mérite en 2018[9]